# Caedée
Caedée [kæde] ist eine deutsche Band um die Sängerin Kerstin Dietrich, die im September 2014 gegründet wurde.

## Musikrichtung
Die Stilrichtung der Band ist genreübergreifend und umfasst unter anderem Jazz, Chansonettes, Popmusik und lateinamerikanische Musik. Dementsprechend finden sich im Repertoire Lieder in deutscher, französischer, englischer und spanischer Sprache. Zum Teil sind dies adaptierte Coverversionen, aber auch selbst geschriebene Lieder.
Neben dem Gesang von Kerstin Dietrich sorgt insbesondere die Kombination aus klassischer Gitarre und der Cajón, einer spanischen Kistentrommel, für den charakteristischen Klang der Band.

## Geschichte und Namensherkunft
Caedée wurde im September 2014 von der deutschen Sängerin Kerstin Dietrich und dem venezolanischen Gitarristen Andrés Schwarzer gegründet, zunächst als einmaliges Musikprojekt für eine Hochzeit. Kurz darauf stieß der Schlagzeuger Jörg Baier zur Band und vervollständigte das Trio.
Die Wortneuschöpfung Caedée [kæde] ist die abgewandelte Aussprache der Initialen K.D. von Frontsängerin Kerstin Dietrich. Der Accent aigu im Bandnamen, also das é, deutet auf den prägenden Einfluss der französischen Musikrichtung des Chansons auf den Stil der Band.